# Tanjung Harap
Tanjung Harap is een bestuurslaag in het regentschap Serdang Bedagai van de provincie Noord-Sumatra, Indonesië. Tanjung Harap telt 2627 inwoners (volkstelling 2010).